# Водни кобри
Водните кобри (Boulengerina) са род влечуги от семейство Аспидови (Elapidae).
Таксонът е описан за пръв път от белгийския палеонтолог Луи Доло през 1886 година.

## Видове
- Boulengerina annulata
- Boulengerina christyi